# Růžena Šlemrová
Růžena Šlemrová (născută Růžena Machová, n. 10 noiembrie 1886, Pilsen, Austro-Ungaria – d. 24 august 1962, Praga, Cehoslovacia), a fost o actriță cehă de film (mut și cu sonor) și teatru. Šlemrová a fost o actriță foarte talentată și comică, care a ajuns o vedetă a cinematografiei și a teatrului ceh timp de mai bine de 40 de ani.

## Viață
S-a născut în familia unui profesor de gimnaziu și istoric Bedřich Mach (1853–1925). Mama sa a fost Terezia, născută Hájková (1862–1918). Fratele mai mare, Ladislav, s-a născut și el la Pilsen. În 1908, părintele Bedřich Mach a fost transferat la Praga; familia a locuit în Královské Vinohrady, pe strada Korunní. După ce a absolvit liceul, Růžena Machová-Šlemrová a studiat actoria în privat cu Otylia Sklenářová-Malá.
În 1919, s-a căsătorit cu Robert Šlemr, producător de film și cofondator al studiourilor de film Hostivař (membru al consiliului de administrație al companiei de film AB).
Este înmormântată în Cimitirul Vinohrady din Praga.

## Carieră artistică

### Teatru
În 1909, a devenit membră a noului Teatru Vinohrady din Praga, unde a rămas (cu excepția perioadei 1944–1947) până în 1948, când s-a pensionat.
În anii 1930 și 1940 a jucat și la Teatrul de Cameră din Praga, care, împreună cu Teatrul Vinohrady, făcea parte din așa-numitele Teatre Orășenești din Praga (Městská divadla pražská).

### Film

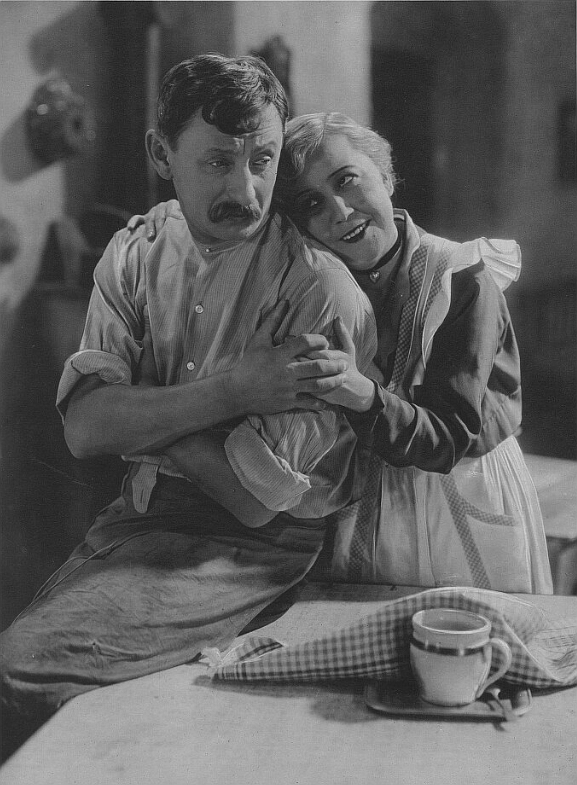
Anton Špelec, trăgător de elită (în) (film din 1932 cu Vlasta Burian (stânga) și Růžena Šlemrová)

A început să lucreze în cinematografie în 1914, în mijlocul perioadei filmului mut. După apariția filmului sonor în 1930 și până la sfârșitul celui de-Al Doilea Război Mondial în 1945, ea a apărut în aproximativ 60 de filme, majoritatea interpretând roluri de doamne energice, vorbărețe și pline de viață din înalta societate. Totuși, acestea au fost în mare parte doar roluri secundare. Singurul ei rol important a fost cel al doamnei Štépánková în filmul de comedie Doamna moralitate se plimbă prin oraș (în cehă Paní Morálka kráčí městem) din 1940.
Printre rolurile sale de neuitat se numără, fără îndoială, cel al doamnei Rézi din filmul din 1932 Anton Špelec, trăgător de elită (în cehă Anton Špelec, ostrostřelec), unde a jucat alături de Vlasta Burian (în regia lui Martin Frič). Cu toate acestea, la fel ca multe alte vedete ale marelui ecran din anii de dinainte de război, mediul constructiv al filmului naționalizat nu a fost prea blând cu ea, iar după 1945 a apărut în film doar sporadic în roluri episodice.
În 1952, a apărut ca Pichlová în Vacanță cu Andel, în regia lui Bořivoj Zeman și ca Rendlova žena în Viață de artist, în regia lui Václav Krška.

## Filmografie

### Filme mute
- 1914 Noční děs (Fialová)
- 1920 Dvě matky
- 1921 Manželé paní mileny (Milena)
- 1921 Mnichovo srdce (dcera Holých Marta)
- 1921 Nad propastí (Nelly Brunnerová)
- 1921 Trny a květy (choť továrníka Truhy)
- 1922 Mrtví žijí (doňa Therezita, Beerova milenka)
- 1922 Poslední polibek (operní pěvkyně Cleo Pucelli)
- 1926 Mořská panna (Melanie)
- 1928 Aféra v grandhotelu

### Filme cu sonor
- 1930 Fidlovačka (Markyta)
- 1931 Muži v offsidu (Šmalfusová)
- 1932 Anton Špelec, ostrostřelec (Tereza zvaná Rézi, Antonova žena)
- 1932 Funebrák (Plicová)
- 1932 Sňatková kancelář (žena továrníka Koška)
- 1932 Tisíc za jednu noc (Nožičkova žena Matylda)
- 1933 Jindra, hraběnka Ostrovínová (Jarýnová)
- 1933 Na sluneční straně (hospodyně)
- 1934 Polská krev (Kwasiňská)
- 1934 Z bláta do louže (Hilda)
- 1934 Žena, která ví co chce (Babetta)
- 1934 Zlatá Kateřina (Kateřina Kremličková)
- 1935 Pan otec Karafiát (Vaňková)
- 1935 Pozdní láska (starostova žena)
- 1935 Vdavky Nanynky Kulichovy (Knedlhansová)
- 1936 Na tý louce zelený (Lola Paličková)
- 1936 Světlo jeho očí (Davidová)
- 1936 Uličnice (vychovatelka)
- 1936 Velbloud uchem jehly (továrnice Štěpánová)
- 1937 Švadlenka (majitelka salonu Yvette)
- 1937 Advokátla Věra (Donátová)
- 1937 Lidé na kře (teta Mali)
- 1937 Lízin let do nebe (Sýkorová)
- 1937 Otec Kondelík a ženich Vejvara (Muknšnáblová)
- 1937 Rozkošný příběh (Neradová)
- 1938 Andula vyhrála (matka Pavla Hakena)
- 1938 Bílá vrána (Boučková)
- 1938 Co se šeptá (klepna)
- 1938 Druhé mládí (teta Helena)
- 1938 Holka nebo kluk? (Jindřiška Lenská)
- 1938 Jarka a Věra (žena rady Pšeničky)
- 1938 Krok do tmy (Filipova žena)
- 1938 Svatební cesta (Helenina matka)
- 1939 Dívka v modrém (Smrčínská)
- 1939 Dvojí život (Remešová)
- 1939 Lízino štěstí (Sýkorová)
- 1939 Mořská panna (Witkoňská)
- 1939 Paní Morálka kráčí městem (Štěpánková – hlavní role)
- 1939 Nevinná (Klečínská)
- 1939 Ženy u benzinu
- 1939 Svátek věřitelů (žena bankéře Hegnera)
- 1940 Adama Eva (Helena Trojanová)
- 1940 Pacientka doktora Hegla (Křížová)
- 1940 Život je krásný (teta Hermína)
- 1941 Přednosta stanice (Olga)
- 1941 Rukavička (Klanicová)
- 1941 Tetička (Dusbabová)
- 1941 Za tichých nocí (Rajská)
- 1942 Přijdu hned (majitelka domu)
- 1942 Valentin Dobrotivý (ředitelova žena)
- 1942 Zlaté dno (žena dr. Karviše)
- 1943 Čtrnáctý u stolu (Bersecká)
- 1944 Děvčica z Beskyd (Rozárka)
- 1944 Jarní píseň (Franciho matka)
- 1944 Sobota (Richardova matka)
- 1945 Prstýnek (baronka)
- 1945 Řeka čaruje (Koháková)
- 1948 Hostinec „U kamenného stolu“ (paní Dynderová)
- 1952 Haškovy povídky ze starého mocnářství (kněžna)
- 1952 Mikoláš Aleš – Rendlova žena
- 1952 Vacanță cu Andel (Dovolená s Andělem) – Pichlová
- 1954 Stříbrný vítr (bytná)
- 1955 Muž v povětří (Janurová)